# Say Aah
"Say Aah" é uma canção gravada pelo rapper norte-americano Trey Songz com participação do também rapper Fabolous. Foi enviada pela editora discográfica Atlantic para as principais estações de rádio de música rítmica e urbana norte-americanas a 12 de Janeiro de 2009 como o quarto single do terceiro álbum de estúdio de Songz, Ready (2009). A faixa foi composta por ambos vocalistas juntamente com Nate Walka, Ronald M. Ferebee, Don Corell, e Tony "Chef Tone" Scales, com produção e arranjos ficado a cargo de Young Yonny e Troy Taylor. Musicalmente, "Say Aah" é um tema dos géneros rhythm and blues (R&B), pop e hip hop cujo conteúdo refere-se a uma noite de bebedeira em uma festa de aniversário.
Em geral, o single foi recebido com opiniões positivas pelos críticos especialistas em música contemporânea especializados. Nos Estados Unidos, tornou-se no maior êxito da carreira de Songz até ao momento, atingindo a sua posição máxima dentro dos dez melhores postos da tabela musical oficial de singles e dentro dos cinco melhores da tabela de canções de música urbana. Após vender mais de um milhão de exemplares no país, recebeu o certificado de disco de platina pela Recording Industry Association of America (RIAA).
Um vídeo musical promocional foi filmado em Outubro de 2009 sob realização de Yolonde Geralds e lançado a 4 de Outubro de 2010. Na cerimónia dos prémios BET de 2010, "Say Aah" recebeu duas nomeações: "Escolha dos Telespectadores" e "Melhor Colaboração".

## Antecedentes e lançamento

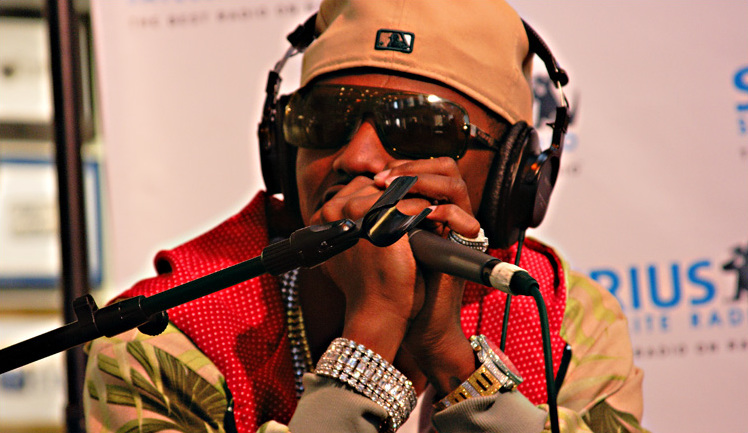
O rapper Fabolous co-compôs e também fez uma participação em "Say Aah".

O objectivo de Songz quando começou a gravar material para Ready era de o álbum fazer o crossover e aumentar a sua presença nas estações de rádio locais. O primeiro single do disco, "I Need a Girl", foi lançado com o fim de se conectar às estações de música contemporânea. Sobre a canção, o artista afirmou: "[ela] é uma canção muito orientada para a rádio que se iria suceder optimamente e ser reproduzida fortemente na rádio durante qualquer momento. Não era uma canção que eu esperava que durasse para sempre, ou uma sobre a qual eu estava animado sobre cantar, mas é uma canção que eu sabia que se iria suceder bem." Enquanto falava sobre os singles seguintes, Songz achou que "I Invented Sex" seria uma "canção que iria definir a [minha] carreira, e eu sabia que 'Say Aah' seria uma canção monstruosa de discoteca."
Gravada nos D2 Music Studios em Atlanta, Geórgia em 2009, "Say Aah" foi composta por Trey Songz, Fabolous, Nate Walka, Ronald M. Ferebee, Don Corell, e Tony "Chef Tone" Scales. O gancho foi composto por Askia Fountain. Don Corell e Young Yonny ficaram a cargo da produção e arranjos com o auxílio de Troy Taylor, que ainda foi responsável pela gravação vocal enquanto Jean Marie Horvat fazia a mistura. De acordo com Songz em entrevista ao blogue GoWhereHipHop, Fabolous decidiu gravar um verso para a faixa no dia em que Ready ia ser masterizado. Naquela mesma semana, Fabolous iria lançar o seu quinto álbum de estúdio, Loso's Way (2009). Quando questionado sobre a participação de Fabolous na faixa em entrevista em Agosto de 2009, Songz insinuou que "Say Aah" seria lançada como um dos últimos singles de Ready, chamando-o de "uma das canções de discoteca mais quentes para serem lançadas no próximo ano."
"Say Aah" foi primeiramente disponibilizada em plataformas digitais a 5 de Janeiro de 2012. A 12 de Janeiro seguinte foi enviada pela distribuidora fonográfica Atlantic para as principais estações de rádio de música rítmica e urbana dos Estados Unidos. O primeiro remix da música a ser lançado apresenta a participação do rapper Young Jeezy, enquanto em outro participam os rappers Juelz Santana e Ace Hood. A cantora de R&B Teairra Mari também lançou o seu remix online no fim de Janeiro de 2010. A 2 de Fevereiro seguinte foi lançada a versão em formato físico juntamente com "I Invented Sex" como o lado B.

## Estrutura musical e recepção crítica
"Say Aah" é uma canção dos géneros musicais rhythm and blues (R&B), pop e hip hop composta por Trey Songz, Fabolous, Nate Walka, Ronald M. Ferebee, Jr., Don Corell, e Tony "Chef Tone" Scales. As suas letras referem-se à uma noite de bebedeira numa festa de aniversário. A obra foi referida como um "hino de comportamento indecente" devido ao seu conteúdo lírico. Ken Capobianco, do jornal The Boston Globe, disse que "Say Aah" é um das "canções 'disparantes'" cujo álbum pai foi construído em volta disso. Comentando sobre as letras, Chris Ryan, do MTV Buzzworthy, afirmou que "a sua demasiada abundância de ganchos (sendo 'we don't buyyyy no drinks at the bar' um favorito) fá-las muito difícil de repugnar". A revista Vibe chamou-a de "a canção de aniversário oficial do ano", alegando que foi melhor que "Birthday Sex" (2009) de Jeremih.
Na cerimónia dos prémios BET de 2010, "Say Aah" recebeu nomeações nas categorias "Escolha dos Telespectadores" e "Melhor Colaboração".

## Promoção e divulgação

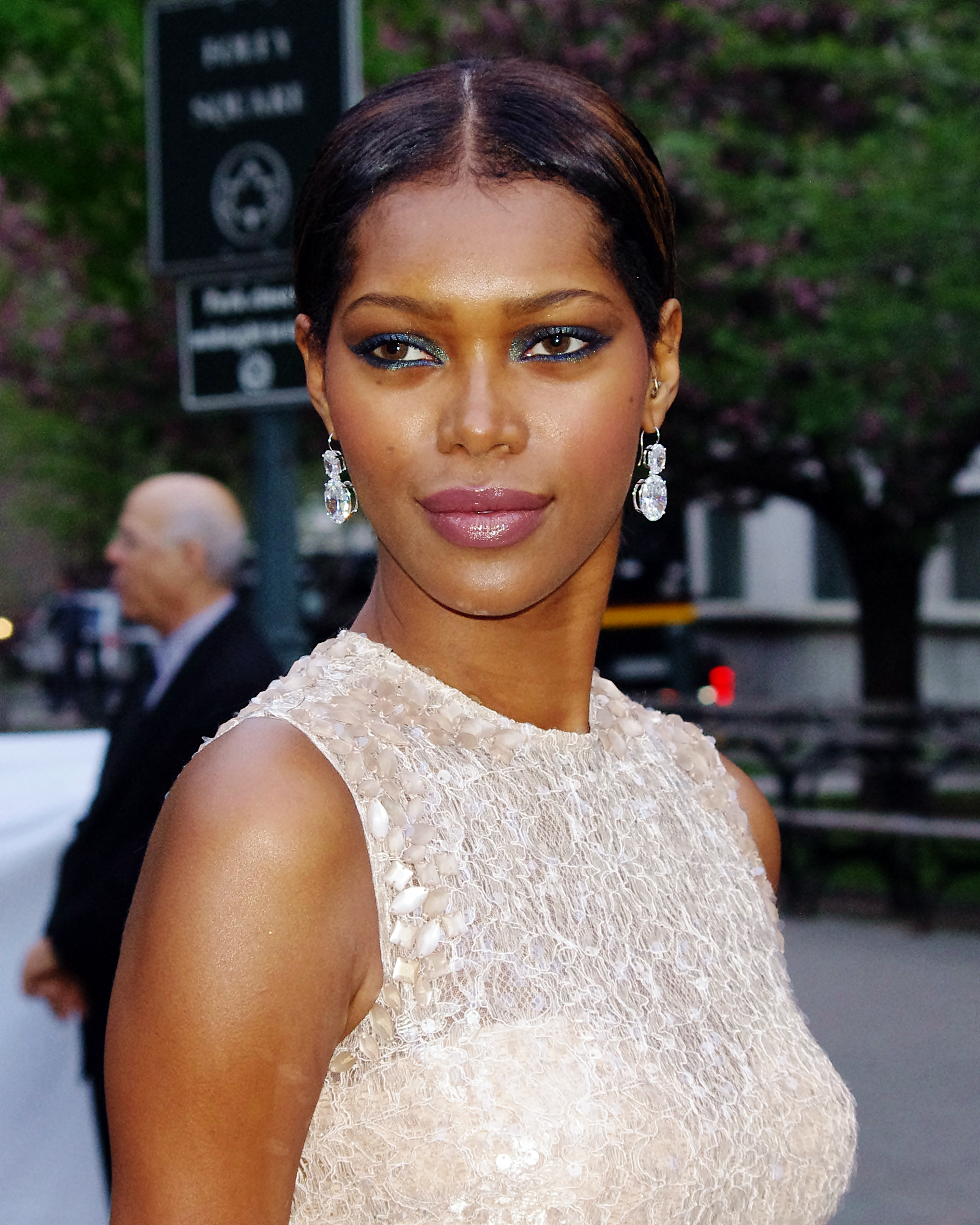
A modelo Jessica White faz uma participação no vídeo musical.

O vídeo musical de "Say Aah" foi realizado por Yolande Geralds, que também havia realizado o vídeo de "I Invented Sex". Filmado a 7 de Outubro de 2009, apresenta participações da cantora Wynter Gordon, do produtor musical DJ Clue? e da modelo Jessica White. Algumas cenas do vídeo foram lançadas no dia seguinte à gravação. Um teledisco conjunto foi lançado para os vídeos musicais de "Say Aah" e "I Invented Sex", e os vídeos foram também lançados individualmente, com o do primeiro sendo divulgado a 4 de Janeiro de 2010. Songz confirmou à MTV News em Novembro de 2009 que o último seria uma continuação do primeiro. Sobre o vídeo de "Say Aah", Songz disse que queria que o víeo fosse "sensual" e "adulto", e que todo o mundo se estivesse a divertir. Em uma análise do vídeo para a coluna MTV Buzzworthy, o resenhista Chris Ryan opinou que "o vídeo é muito enriquecido em sua sensualidade", comentando a escolha das camisas como "adorno" e elogiando a participação de Fabolous.
"A canção fala mais sobre uma atmosfera de discoteca, mas o vídeo é mais sublime — mulheres sensuais em todo o lugar, adultos se divertindo. Uma senhora em particular, está representando as mulheres independentes sem exagerar. Ela me leva para a sua casa — para que inventemos o sexo juntos."
— Trey Songz a falar sobre o vídeo musical de "Say Aah" em entrevista à MTV.
Songz interpretou "Say Aah" na Celebração de Ano Novo do programa de televisão 106 & Park a 31 de Dezembro de 2009. A canção foi ré-interpretada com "I Invented Sex" no talk show It's On with Alexa Chung. A 15 de Janeiro de 2010, ele interpretou a faixa no The Wendy Williams Show. Ele também interpretou a música no Lopez Tonight, bem como na digressão The Blueprint 3 Tour, do rapper Jay-Z, e cantou-a com Fabolous no House of Blues de West Hollywood, Los Angeles. Ele cantou "Say Aah" novamente no 106 & Park a 11 de Fevereiro de 2010 para a "Semana do Amor", como uma mistura com "Neighbors Know My Name" e "I Invented Sex". Songz interpretou "Say Aah" nas Férias da Primavera da MTV de 2010 em Acapulco, México, e no programa MTV Unplugged.

## Alinhamento de faixas
| - Download digital 1. "Say Aah" (com participação de Fabolous) — 3:27 - Remix 1. "Say Aah" (com participação de Fabolous e Juelz Santana) — 3:59 | - Disco de vinil 12" (#0-523577) 1. "Say Aah" (versão do álbum) (com participação de Fabolous) — 3:27 2. "Say Aah" (instrumental) — 3:20 3. "I Invented Sex" (versão explícita) (remix com participação de Keri Hilson e Drake) 4. "I Invented Sex" (versão censurada) (remix com participação de Keri Hilson e Drake) |

## Créditos e pessoal
Os créditos seguintes foram adaptados do encarte do álbum Ready (2009):
Gravação
- Gravada nos D2 Music Studios em Atlanta, Geórgia, EUA;
- Misturada nos OZ Recording Studios em Los Angeles, Califórnia, EUA;

Pessoal
- Composição: Tremaine "Trey Songz" Neverson · John "Fabolous" Jackson · Nate Walka · Ronald M. Ferebee, Jr. · Don Corell · Tony "Chef Tone" Scales;
- Gravação vocal: Troy Taylor;
- Mistura: Jean-Marie Horvat;
- Produção e arranjos: Troy Taylor · Young Yonny;
- Vocais principais: Trey Songz · Fabolous.

## Desempenho nas tabelas musicais
No fim-de-semana de 28 de Novembro de 2009, "Say Aah" entrou na tabela musical americana Billboard Hot 100 no número sessenta e oito. A sua posição na tabela flutuou por várias semanas, e no fim-de-semana de 13 de Março de 2010, atingiu o pico no número nove, a posição de pico mais alta por Songz. Consequentemente, na mesma semana, atingiu o pico na terceira colocação da Hot R&B/Hip-Hop Songs, tornando-se no terceiro single de Ready a se posicionar nas dez melhores colocações nessa tabela. Sendo a primeira música de Songz a ter um impacto na tabela Pop Songs, alcançou um máximo no número dezasseis. "Say Aah" tornou-se no primeiro êxito internacional do artista, aparecendo no número quarenta e três da tabela musical Canadian Hot 100.
A 22 de Fevereiro de 2010, "Say Aah" tornou-se na primeira canção de Songz a ser reconhecida pela Recording Industry Association of America (RIAA), como recebeu o certificado de disco de ouro após registar vendas superiores a quinhentas mil unidades. Mais tarde, a 16 de Abril do mesmo ano, foi promovida ao estatuto de disco de platina por vender mais de um milhão de cópias em território nacional.
| País — Tabela musical (2010)                        | Posição de pico |
| --------------------------------------------------- | --------------- |
| Bélgica (Flandres) — Top 50 Singles (Ultratop)      | 25              |
| Canadá — Hot 100 (Billboard)                        | 43              |
| Estados Unidos — Hot 100 (Billboard)                | 9               |
| Estados Unidos — Hot R&B/Hip-Hop Songs (Billboard)  | 3               |
| Estados Unidos — Mainstream Top 40 (Billboard)      | 16              |
| Estados Unidos — Mainstream R&B/Hip-Hop (Billboard) | 15              |
| Estados Unidos — Dance/Mix Show Airplay (Billboard) | 24              |

| País — Tabela musical (2010)                       | Posição |
| -------------------------------------------------- | ------- |
| Estados Unidos — Hot 100 (Billboard)               | 16      |
| Estados Unidos — Hot R&B/Hip-Hop Songs (Billboard) | 5       |

| Região — Associação (Vendas)      | Certificação |
| --------------------------------- | ------------ |
| Canadá — Music Canada             | Ouro         |
| Estados Unidos — RIAA (2 000 000) | 2× Platina   |